# Cydonia Colles
I Cydonia Colles sono una struttura geologica della superficie di Marte.